# Вулканы Армении
Вся территория Армении сформирована в эру новейшего вулканизма. Все горные вершины Армении в действительности являются потухшими вулканами, однако, из них лишь 550 горных вершин имеют типичные для вулканов купола, 127 из которых расположено лишь на территории Гегамского нагорья.
Ниже представлен список наиболее известных вулканов Армении:
| Вулкан     | Высота вершины над уровнем моря |
| ---------- | ------------------------------- |
| Арагац     | 4095                            |
| Аждаак     | 3597                            |
| Спитакасар | 3560                            |
| Дар-Алагес | 3329                            |
| Цхук       | 3000                            |
| Порак      | 2800                            |
| Араилер    | 2577                            |
| Артени     | 2047                            |
| Гутанасар  | 2299                            |

- Арагац
- Араилер
- Порак
- Артени
- Вулканы Гегамского хребта
- Вулкан Армаган, находящийся к югу от озера Севан